# Guglielmo di Wied (1845-1907)
Guglielmo V di Wied (Neuwied, 22 agosto 1845 – Neuwied, 22 ottobre 1907) fu principe della Casata di Wied dal 1864 al 1907.

## Biografia

### I primi anni
Guglielmo era il figlio secondogenito di Ermanno di Wied (1814–1864, figlio a sua volta di Giovanni Augusto Carlo, ultimo principe territoriale di Wied), e di sua moglie Maria di Nassau (1825–1902), figlia del duca Guglielmo di Nassau e della sua prima moglie, Luisa di Sassonia-Hildburghausen. Per parte di madre egli era discendente di Giorgio II di Gran Bretagna.

### La carriera militare
Durante la Guerra austro-prussiana nel 1866 egli venne nominato Luogotenente Generale nello staff della 2ª armata prussiana e durante il 1870-71 prese parte anche alla Guerra franco-prussiana sempre tra le file della Germania.
Tra il 1893 ed il 1897 fu commissario imperiale e capo militare delle infermiere volontarie nell'esercito. Nel 1893 fu inoltre nominato Generale di Fanteria.

### L'atteggiamento politico
A livello politico, Guglielmo fu uno strenuo sostenitore della politica coloniale dell'Impero di Germania, distinguendosi però tra il 1891 ed il 1892 come consigliere nella commissione di governo contro lo schiavismo. Nel 1897 divenne membro del Consiglio Coloniale il che gli permise di indire esplorazioni nel continente africano e dal 1898 al 1901 fu cofondatore e presidente della lega marittima tedesca.
Tra il 1875 ed il 1886 egli fu Maresciallo della Provincia del Reno al parlamento tedesco e fu a capo del parlamento provinciale locale per due mandati, dal 1888 al 1894 e dal 1899 al 1901. Dal 1878 divenne anche membro del senato prussiano, del quale fu presidente dal 1897 al 1904.

## Matrimonio e figli
Guglielmo sposò il 18 luglio 1871 a Wassenaar, la principessa Maria d'Orange-Nassau (1841–1910), figlia minore del principe Federico d'Orange-Nassau (1792–1839), figlio secondogenito di Guglielmo I dei Paesi Bassi e di sua moglie, la principessa Luisa di Prussia (1808–1870), figlia di Federico Guglielmo III di Prussia.
La coppia ebbe in totale sei figli:
- Federico, principe di Wied (27 giugno 1872 – 18 giugno 1945), sposò la principessa Paolina di Württemberg (1877–1965), ebbe discendenza.
- Alessandro (28 maggio 1874 – 15 gennaio 1877)
- Guglielmo, principe d'Albania (26 marzo 1876 – 18 aprile 1945), sposò la principessa Sofia di Schönburg-Waldenburg (1885–1936), fu principe d'Albania nel 1913 ed ebbe poi discendenza.
- Vittorio (7 dicembre 1877 – 1º marzo 1946), sposò la contessa Gisella di Solms-Widenfels (1891–1976), ebbe discendenza.
- Luisa (24 ottobre 1880 – 29 agosto 1965)
- Elisabetta (28 gennaio 1883 – 14 novembre 1938)

## Ascendenza
|                                     |                                           |                                                           | Genitori                                               |  |  | Nonni |  |  | Bisnonni                          |  |  | Trisnonni                                        |  |
|                                     |                                           |                                                           |                                                        |  |  |       |  |  | 8. Federico Carlo di Wied-Neuwied |  |  | 16. Giovanni Federico Alessandro di Wied-Neuwied |  |
|                                     |                                           |                                                           |                                                        |  |  |       |  |  | 8. Federico Carlo di Wied-Neuwied |  |  | 16. Giovanni Federico Alessandro di Wied-Neuwied |  |
|                                     |                                           | 17. Carolina di Kirchberg                                 |                                                        |  |  |       |  |  | 8. Federico Carlo di Wied-Neuwied |  |  |                                                  |  |
| 4. Giovanni Augusto Carlo di Wied   |                                           |                                                           |                                                        |  |  |       |  |  | 8. Federico Carlo di Wied-Neuwied |  |  |                                                  |  |
|                                     |                                           | 9. Maria Luisa Guglielmina di Sayn-Wittgenstein-Berleburg | 18. Ludovico Ferdinando di Sayn-Wittgenstein-Berleburg |  |  |       |  |  |                                   |  |  |                                                  |  |
|                                     |                                           | 9. Maria Luisa Guglielmina di Sayn-Wittgenstein-Berleburg | 18. Ludovico Ferdinando di Sayn-Wittgenstein-Berleburg |  |  |       |  |  |                                   |  |  |                                                  |  |
|                                     |                                           | 9. Maria Luisa Guglielmina di Sayn-Wittgenstein-Berleburg | 19. Federica Cristina di Isenburg Buedingen            |  |  |       |  |  |                                   |  |  |                                                  |  |
| 2. Ermanno di Wied                  |                                           | 9. Maria Luisa Guglielmina di Sayn-Wittgenstein-Berleburg |                                                        |  |  |       |  |  |                                   |  |  |                                                  |  |
|                                     |                                           | 10. Guglielmo Cristiano Carlo di Solms-Braunfels          | 20. Federico Guglielmo Ernesto di Solms-Braunfels      |  |  |       |  |  |                                   |  |  |                                                  |  |
|                                     |                                           | 10. Guglielmo Cristiano Carlo di Solms-Braunfels          | 20. Federico Guglielmo Ernesto di Solms-Braunfels      |  |  |       |  |  |                                   |  |  |                                                  |  |
|                                     |                                           | 10. Guglielmo Cristiano Carlo di Solms-Braunfels          | 21. Sofia Cristina di Solms-Laubach                    |  |  |       |  |  |                                   |  |  |                                                  |  |
| 5. Sofia Augusta di Solms-Braunfels |                                           | 10. Guglielmo Cristiano Carlo di Solms-Braunfels          |                                                        |  |  |       |  |  |                                   |  |  |                                                  |  |
|                                     |                                           | 11. Augusta Francesca di Salm-Grumbach                    | 22. Carlo Ludovico di Salm-Grumbach                    |  |  |       |  |  |                                   |  |  |                                                  |  |
|                                     |                                           | 11. Augusta Francesca di Salm-Grumbach                    | 22. Carlo Ludovico di Salm-Grumbach                    |  |  |       |  |  |                                   |  |  |                                                  |  |
|                                     |                                           | 11. Augusta Francesca di Salm-Grumbach                    | 23. Marianna di Leiningen                              |  |  |       |  |  |                                   |  |  |                                                  |  |
| 1. Guglielmo di Wied                |                                           | 11. Augusta Francesca di Salm-Grumbach                    |                                                        |  |  |       |  |  |                                   |  |  |                                                  |  |
|                                     | 12. Federico Guglielmo di Nassau-Weilburg | 24. Carlo Cristiano di Nassau-Weilburg                    |                                                        |  |  |       |  |  |                                   |  |  |                                                  |  |
|                                     | 12. Federico Guglielmo di Nassau-Weilburg | 24. Carlo Cristiano di Nassau-Weilburg                    |                                                        |  |  |       |  |  |                                   |  |  |                                                  |  |
|                                     | 12. Federico Guglielmo di Nassau-Weilburg | 25. Carolina d'Orange-Nassau                              |                                                        |  |  |       |  |  |                                   |  |  |                                                  |  |
| 6. Guglielmo di Nassau              | 12. Federico Guglielmo di Nassau-Weilburg |                                                           |                                                        |  |  |       |  |  |                                   |  |  |                                                  |  |
|                                     |                                           | 13. Luisa Isabella di Kirchberg                           | 26. Guglielmo Giorgio di Sayn-Hachenburg-Kirchberg     |  |  |       |  |  |                                   |  |  |                                                  |  |
|                                     |                                           | 13. Luisa Isabella di Kirchberg                           | 26. Guglielmo Giorgio di Sayn-Hachenburg-Kirchberg     |  |  |       |  |  |                                   |  |  |                                                  |  |
|                                     |                                           | 13. Luisa Isabella di Kirchberg                           | 27. Isabella Augusta di Reuss-Greiz                    |  |  |       |  |  |                                   |  |  |                                                  |  |
| 3. Maria di Nassau-Weilburg         |                                           | 13. Luisa Isabella di Kirchberg                           |                                                        |  |  |       |  |  |                                   |  |  |                                                  |  |
|                                     |                                           | 14. Federico di Sassonia-Altenburg                        | 28. Ernesto Federico III di Sassonia-Hildburghausen    |  |  |       |  |  |                                   |  |  |                                                  |  |
|                                     |                                           | 14. Federico di Sassonia-Altenburg                        | 28. Ernesto Federico III di Sassonia-Hildburghausen    |  |  |       |  |  |                                   |  |  |                                                  |  |
|                                     |                                           | 14. Federico di Sassonia-Altenburg                        | 29. Ernestina Augusta di Sassonia-Weimar               |  |  |       |  |  |                                   |  |  |                                                  |  |
| 7. Luisa di Sassonia-Hildburghausen |                                           | 14. Federico di Sassonia-Altenburg                        |                                                        |  |  |       |  |  |                                   |  |  |                                                  |  |
|                                     |                                           | 15. Carlotta di Meclemburgo-Strelitz                      | 30. Carlo II di Meclemburgo-Strelitz                   |  |  |       |  |  |                                   |  |  |                                                  |  |
|                                     |                                           | 15. Carlotta di Meclemburgo-Strelitz                      | 30. Carlo II di Meclemburgo-Strelitz                   |  |  |       |  |  |                                   |  |  |                                                  |  |
|                                     |                                           | 15. Carlotta di Meclemburgo-Strelitz                      | 31. Federica d'Assia-Darmstadt                         |  |  |       |  |  |                                   |  |  |                                                  |  |
|                                     |                                           | 15. Carlotta di Meclemburgo-Strelitz                      |                                                        |  |  |       |  |  |                                   |  |  |                                                  |  |